# Theresia van Beieren

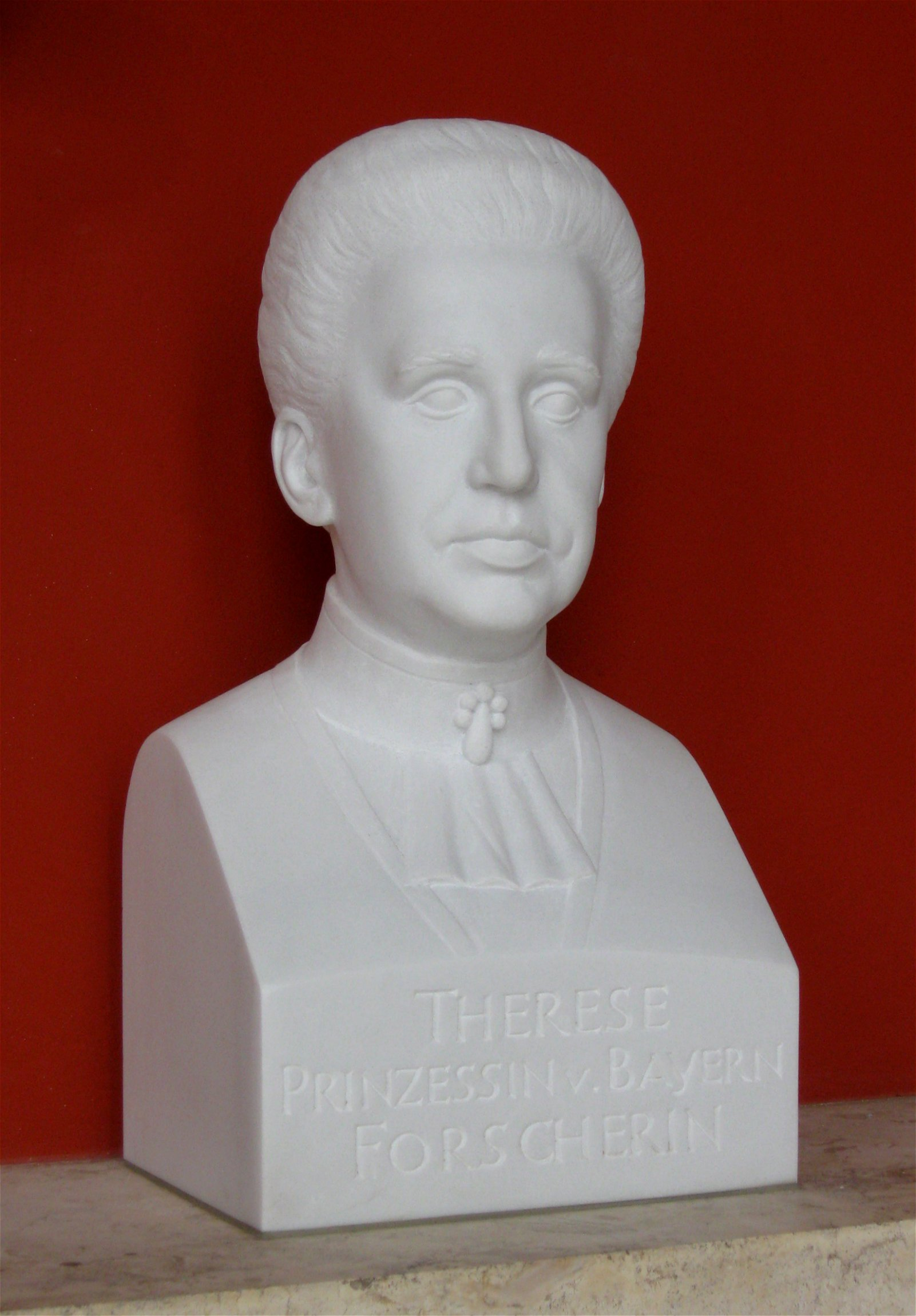
Borstbeeld van prinses Theresia van Beieren in de Ruhmeshalle in München.

Theresia van Beieren (München, 12 november 1850 - Lindau, 19 december 1925) was een Duitse prinses, etnologe, plantkundige, zoöloge en schrijfster van reisverhalen.
Zij was de enige dochter van prins-regent Luitpold van Beieren en diens vrouw Auguste Fernande van Oostenrijk en de jongere zuster van de laatste Beierse koning Lodewijk III.
Als kind werd Theresia, evenals haar drie broers, onderwezen door haar moeder. Al jong ontwikkelde ze een grote belangstelling voor planten, dieren en culturen. In 1864 overleed haar moeder en in datzelfde jaar werd haar neef Lodewijk II gekroond tot koning van Beieren. Zelf werd ze verliefd op diens broer Otto, maar van een huwelijk kwam het niet. Ze bleef haar leven lang ongetrouwd.
Omdat in het Beieren van haar tijd vrouwen nog niet werden toegelaten tot het gymnasium of de universiteit, gaf Theresia zich over aan intensieve zelfstudie.
Vanaf haar 21ste begon ze door Europa en Afrika te reizen en leerde daarbij twaalf verschillende talen. Ze leefde sober tijdens deze reizen, die ze incognito ondernam. In 1892 werd ze tot erelid van de Beierse Academie van Wetenschappen benoemd, terwijl de filosofische faculteit van de Universiteit van München haar een eredoctoraat verleende.
Tijdens een expeditie door zuidelijk Afrika verzamelde Theresia een groot aantal botanische, zoölogische en etnografische objecten. Daarna volgde een lange expeditie door Zuid-Amerika, tijdens welke reis zij 221 vissen van 91 verschillende soorten verzamelde. Daaronder bevonden zich acht tot dan toe onbekende soorten. Daarnaast beschreef zij volkeren en hun culturen die tot dan toe in Europa onbekend waren. Na haar dood werden haar collecties nagelaten aan de Zoologische Staatssammlung München. 
Na de dood van haar vader, in 1912, vestigde zij zich in haar villa aan het Bodenmeer, waar zij in 1926 overleed. Eenmaal terug in Beieren hield zij zich met name bezig met sociale kwesties in haar vaderland en was zij actief in de Katholieke Vrouwenbond van Beieren. 

## Enkele van haar werken
- Reiseeindrücke und Skizzen aus Russland. Stuttgart 1885.
- Über mexikanische Seen. Wien 1895.
- Meine Reise in die Brasilianischen Tropen. Dietrich Remmer, Berlin 1897.
- Einiges über die Pueblo-Indianer. In: Völkerschau, 2 1902, 4-6, 38-42.